# Igor' Turčin
Igor' Vjačeslavovič Turčin (in russo Игорь Вячеславович Турчин?; Saratov, 13 maggio 1982) è uno schermidore russo, specializzato nella spada. Ha vinto una medaglia d'oro ai Campionati mondiali di scherma.